# Heinrich Dressel

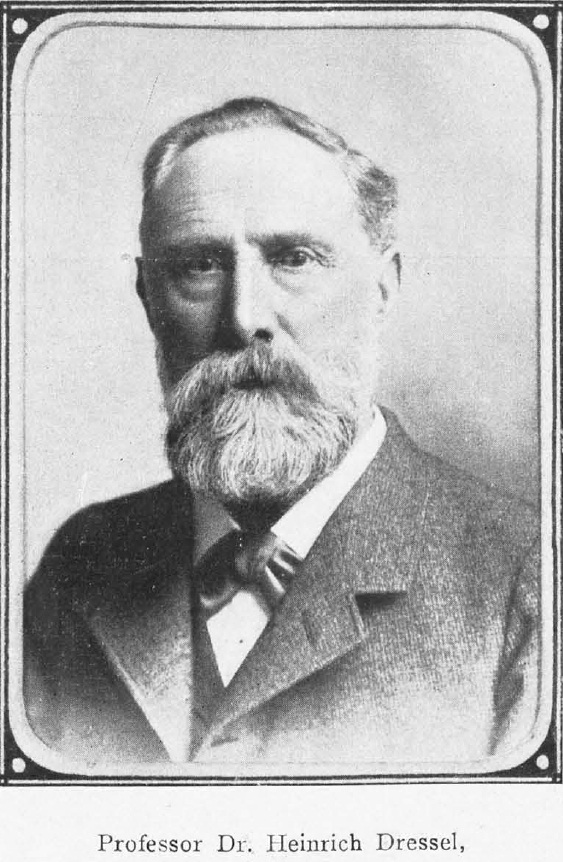
Heinrich Dressel (1907)

Heinrich Dressel (Roma, 16 giugno 1845 – Teisendorf, 17 luglio 1920) è stato un archeologo, numismatico ed epigrafista tedesco.

## Biografia
Dressel era allievo di Theodor Mommsen e operò inizialmente soprattutto nel campo dell'epigrafia. Dal 1885 lavorò al Münzkabinett Berlin, nel 1886 divenne assistente alla direzione e dal 1898 al 1919 ne fu il direttore assieme a Julius Menadier. Il 24 aprile 1902 divenne membro della Preußischen Akademie der Wissenschaften, dal 1902 al 1911 fu il responsabile della Griechisches Münzwerk, una struttura della Accademia delle Scienze di Berlino dedicata alla monetazione greca.  Nel 1908 gli fu conferita la medaglia della Royal Numismatic Society.
A Heinrich Dressel e al suo lavoro per il Corpus Inscriptionum Latinarum va ascritta la decifrazione di numerose anfore dell'Impero Romano. 
Ha lavorato sulle iscrizioni romane urbane, tra cui numerose piccole iscrizioni sulle amphorae provenienti da Monte Testaccio. Dalle analisi delle anfore Dressel scoprì  che la maggior parte delle anfore estratte dal Monte Testaccio  provenivano dalla provincia Betica in Hispania e che erano state utilizzate per il trasporto di olio d'oliva.
In base ai numerosi dati ottenuti nel corso delle indagini e scavi, creò una tabella di anfore per tipologia, raggruppate per la loro forma. Questa tabella costituisce la base della classificazione ancora in uso presso gli archeologi.
Scoprì anche nel 1880 sul Quirinale le iscrizioni di Dueno, fra le attestazioni più antiche di un testo in Latino arcaico.

## Pubblicazioni
- Corpus Inscriptionum Latinarum, XV voll., 1899
- Inscriptiones urbis Romae latinae. Instrumentum domesticum